# Enterprise NCC-1701D
U.S.S. Enterprise NCC-1701-D (w dosłownym tłumaczeniu przedsięwzięcie, inicjatywa) − fikcyjny statek kosmiczny, którego załoga stanowi oś fabuły serialu Star Trek: Następne pokolenie oraz filmu pełnometrażowego Star Trek: Pokolenia. Enterprise, jednostka klasy Galaxy, jest statkiem flagowym Zjednoczonej Federacji Planet.

## Historia
Enterprise był jednym z pierwszych okrętów klasy Galaxy i szóstym noszącym nazwę Enterprise. Zbudowano go w stoczni kosmicznej Utopia Planitia na Marsie. Do użytku został oddany w roku 2363. Służył w Gwiezdnej Flocie jako okręt flagowy do 2371 roku, w którym został zniszczony na orbicie planety Veridian IV. 

### Załoga
Dowódcą okrętu był kapitan Jean-Luc Picard, a funkcję pierwszego oficera pełnił komandor William T. Riker. Drugim oficerem, a także oficerem operacyjnym i naukowym, był komandor porucznik Data. W pierwszym sezonie serialu stanowisko szefa ochrony i oficera taktycznego Enterprise przypadało początkowo porucznik Tashy Yar – po jej śmierci stanowisko to przejął porucznik Worf. Porucznik Geordi La Forge, pierwotnie główny sternik okrętu, awansował później na stanowisko głównego mechanika. Głównym oficerem medycznym na Enterprise była natomiast dr Beverly Crusher (zastąpiona na krótko przez dr Katherine Pulaski), zaś naczelnym doradcą komandor porucznik Deanna Troi.

### Techniczne detale
Jako okręt klasy Galaxy Enterprise mógł przewozić do tysiąca osób załogi wraz z rodzinami. W ten sposób załoga okrętu nie musiała rozstawać się z bliskimi na okres trwania misji. W sytuacji awaryjnej istniała możliwość łącznego zakwaterowania około 14 000 osób.
Aby zapewnić bezpieczeństwo cywilom (miało to także swoje zastosowanie taktyczne) okręt został wyposażony w zdolność do oddzielenia spodka od reszty kadłuba. Spodek stanowił wówczas swoistą pancerną „szalupę ratunkową” i z racji posiadania własnego napędu impulsowego (oraz uzbrojenia) mógł oddalić się samodzielnie z niebezpiecznego miejsca. Zmodernizowane pancerniki typu Galaxy utraciły jednak zdolność separacji sekcji spodka z sekcją bojową, gdyż uznano to za zbędne zużycie energii i osłabienie konstrukcji ochronnej.

### Przebieg misji
Załoga Enterprise nawiązała pierwszy kontakt z wieloma nowymi rasami, jak również przyłożyła rękę do kształtowania ówczesnej sytuacji politycznej. Enterprise był m.in. pierwszym statkiem federacyjnym, który nawiązał kontakt z Kontinuum Q oraz Borg, jak również przyczynił się do zakończenia wojny domowej w Imperium Klingońskim, uniemożliwił przejęcie planety Wolkan przez Romulan, a także zapobiegł eskalacji konfliktu pomiędzy Federacją a Kardasjanami.
Wersja Enterprise pochodząca z alternatywnego wszechświata była także odpowiedzialna za ochronę poprzedniego Enterprise, kiedy ten przypadkowo skoczył w przyszłość. I tak, dzięki pomocy Enterprise-D, Enterprise-C mógł cofnąć się w czasie, by móc obronić klingońską kolonię przed atakiem Romulan, a w konsekwencji uczynić Klingonów i Federację sojusznikami.

### Ostateczny los
W 2371 roku Enterprise został poważnie uszkodzony w walce z klingońskim niszczycielem typu Bird of Prey dowodzonym przez Lursę i B'Etor, członkinie klanu Duras, który był jedną ze stron we wspomnianej powyżej klingońskiej wojnie domowej. Podstępem udało im się pozyskać dane dotyczące modulacji osłon Enterprise, przez co stały się one bezużyteczne (po tym wypadku okręty Federacji otrzymały zmienne modulatory osłon). Pomimo „wyłączonych” osłon USS „Enterprise-D” deklasował siłą klingoński okręt i w końcu zniszczył go, jednak na skutek odniesionych uszkodzeń (przerwanie rdzenia reaktora warp) został zmuszony do separacji. Odłączony spodek, uszkodzony przez eksplozję sekcji bojowej okrętu, rozbił się ostatecznie na planecie Veridian IV. Umiejętnościom załogi i solidności konstrukcji należy zawdzięczać to, że kraksa ta nie spowodowała żadnych ofiar śmiertelnych. Sam spodek został jednak w zbyt poważnie uszkodzony, by można było myśleć o jego naprawie.

## Model okrętu

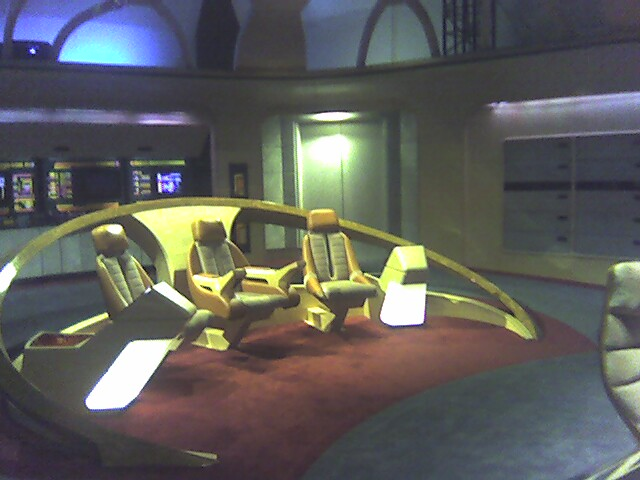
Fragment dekoracji służącej za mostek Enterprise

Na potrzeby nowego serialu model Enterprise zaprojektował Andrew Probert. Sam model Enterprise o długości 6 stóp (1,8 m) został zbudowany przez Industrial Light & Magic, która to firma wykonała też wszystkie efekty specjalne na potrzeby odcinka pilotażowego. Zbudowano też drugi, mniejszy model o długości 2 stóp (60 cm), który był używany do ujęć z daleka oraz dla efektu wchodzenia w warp.
W trzecim sezonie serialu zdecydowano się na zbudowanie mniejszego, lecz bardziej szczegółowego modelu o długości 4 stóp (1,2 m). Model ten zbudował Greg Jein. Modelu tego używano głównie do ujęć z bliska. Te trzy modele różniły się nieznacznie detalami powierzchni, trudnymi do rozróżnienia na ekranie.
W filmie kinowym Enterprise zagrał model największy, razem z komputerowo generowanym modelem. Wykonano także model spodka o szerokości przeszło 10 stóp (3 m). Model komputerowy był następnie wykorzystywany w innych serialach Star Trek, grając inne okręty klasy Galaxy.
W 2005 roku stworzono kolejny model Enterprise-D, tym razem w postaci komputerowej, na potrzeby ostatniego odcinka Star Trek: Enterprise. Był pomyślany jako połączenie proporcji fizycznego modelu sześciostopowego z wykończeniem powierzchni modelu czterostopowego. Autorem tej wersji był Gabriel Köerner.